# جیمز دارسی
جیمز دارسی (انگلیسی: James D'Arcy؛ زادهٔ ۲۴ اوت ۱۹۷۵) یک هنرپیشه اهل بریتانیا است.
از فیلم‌ها یا برنامه‌های تلویزیونی که وی در آن نقش داشته‌است می‌توان به اطلس ابر، هیچکاک، ناخدا و فرمانده: آخر دنیا، یک جن‌زده آمریکایی، جن‌گیر: آغاز، وحی، صعود ژوپیتر، بیا پلیس باشیم، بازمانده، دبلیو ای، عصر قهرمانان، ظهور و سنگر اشاره کرد.